# Figura chimerica
La figura chimerica (o immaginaria) in araldica rappresenta sia creazioni originali sia adattamenti, talora liberi, di creazioni precedenti di ogni origine (mitologia egiziana, greca, cristiana...). L'ambito creativo si limita praticamente al dominio animale: nei blasoni sono molto rare le piante immaginarie o gli oggetti magici.
La differenza tra figure naturali e figure chimeriche è teorica, nel senso che le figure naturali possono contenere elementi immaginari: un leone araldico può avere due code o due teste, l'aquila araldica anche tre (teste), o può non avere né becco né zampe, senza per questo cessare di essere annoverata tra le figure «naturali», ma cerbero, cane a tre teste, sarà classificato come immaginario.
La maggior parte delle figure chimeriche è ottenuta mescolando in maggiore o minor misura elementi presi da specie diverse. Qualche rara figura, come la fenice o la salamandra araldica, benché totalmente inventate, non presentano alcuna stranezza morfologica e sono classificate soprattutto per le capacità soprannaturali loro attribuite. Questo approccio introduce casi più ambigui, come l'agnello pasquale — definito immaginario da alcuni autori — agnello che ha di immaginario solamente il valore soprannaturale attribuitogli.

## Gli ibridi
Una modalità usata per creare esseri immaginari consiste nell'associare due specie per metà: oltre le specialità araldiche come il francolin (mezzo gallo e mezzo tacchino), si ritrovano numerosi classici, centauro e il suo omologo femminile, meno classico centauressa (o centaurella), chimera, grifone, arpia, horus, minotauro, sfinge, ippogrifo, ecc.
In assenza di un nome specifico, ogni composizione che rappresenta un animale una cui parte è stata presa in prestito da un'altra specie, è blasonata mostro o mostruosa.

## I mostri marini
Si tratta di ibridi tra pesci (da cui prendono la coda) e specie terrestri (per il resto). Un tale ibrido è detto marinato. Tenendo conto di una credenza secondo la quale ogni essere terrestre ha un suo corrispondente marino, è probabile che il classificare le composizioni marinate nelle figure chimeriche sia sintomo di una visione moderna.
Celebre e frequente: la donna marinata sirena e la sua variante melusina.
L'uomo marinato è poco frequente. Lo si trova in Inghilterra, soprattutto negli ornamenti esteriori dello scudo. Se il suo omologo femminile è attraente per natura, lui è spaventoso e ripugnante. Può essere rivestito da un'armatura.

È più frequente nella versione tritone, che tiene un tridente e soffia in una conchiglia per provocare le tempeste.

## Le figure che ricevono un accessorio non abituale
- ali: oltre la famiglia degli angeli ( arcangeli, serafini, cherubini o angioletti), dei leoni alati (leone di San Marco,...), si trovano Pegaso, cupido... e l'anfittero, serpente munito di ali di pipistrello rovesciate.
- corna: liocorno (una frontale);
- serpenti: medusa (capigliatura);
- orecchie: mida (quattro orecchie d'asino).

## Le figure che possiedono un componente in quantità non usuale
- testa: cerbero (tre o più), idra (sette), anfisbena (due, di cui una sulla coda)… Le composizioni che non hanno nomi specifici sono blasonate bicefala, tricefala, e poi: a n teste;
- viso: Giano (due), gerione (tre);
- occhio: ciclope (uno solo), argo (un centinaio).

## Le composizioni complesse
Oltre i classici come i vari draghi (che diventano anche mostruosi con una testa umana), si trovano delle composizioni tipicamente araldiche:
- pantera: nel blasone germanico: corpo di leone, testa di cavallo, corna e zampe di toro (talvolta le zampe anteriori sono degli artigli d'aquila). Vomita fiamme dalla gola e dalle orecchie…
- tigre: leone dal muso allungato, con corna rivolte verso il basso e zanne di cinghiale;
- antilope: nel blasone inglese: corpo di cervo, testa di drago con corna diritte;
- pantheon: nel blasone inglese è un cervo con la coda di volpe, con il dorso seminato di stelle;
- eale (in inglese yale), detto anche centicora, è simile a una capra o a un'antilope, con le zanne di un cinghiale e grandi corna che hanno la capacità di ruotare in qualsiasi direzione.

Pantera araldica nel blasone inglese
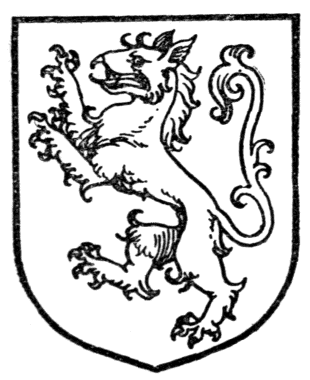
Tigre araldica rampante
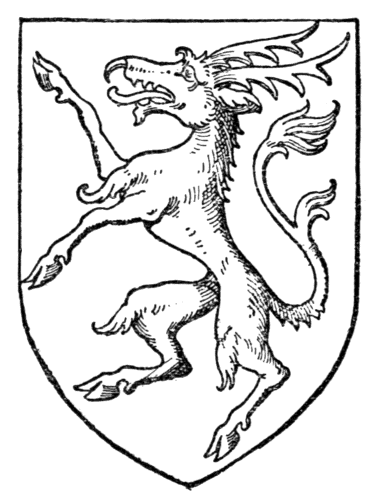
Antilope araldica
Pantheon
Eale saliente
Pantera araldica nel blasone germanico

## Principali figure
Le principali figure araldiche chimeriche sono:
- Anfesibena (o Anfisbena)
- Anfittero (o Python)
- Antilope
- Arpia
- Basilisco
- Centaurella (o Centauressa)
- Centauro
- Cerbero
- Chimera
- Ciclope
- Cockatrice
- Colomba dragonata
- Cupido
- Drago
- Enfield
- Fenice
- Gerione
- Giano
- Grifone
- Horus
- Idra
- Ippogrifo
- Liocorno
- Medusa
- Melusina
- Mida
- Minotauro
- Pantera
- Pegaso
- Salamandra
- Sfinge
- Sirena
- Tigre
- Tritone
- Uomo marinato
- Viverna